# Атентат на Рајнхарда Хајдриха у Прагу
Дана 27. маја 1942. у Прагу, Рајнхард Хајдрих — командант Главног уреда за безбедност Рајха (РСХА), вршилац дужности гувернера Протектората Чешке и Моравске и главни архитекта Холокауста — нападнут је и рањен у атентату који су спровели припадници чехословачког отпора Јозеф Габчик и Јан Кубиш. Хајдрих је умро од задобијених рана 4. јуна 1942. Био је један од најмоћнијих људи у Нацистичкој Немачкој и важна личност током успона Адолфа Хитлера.
Атентат, под кодним називом Операција Антропоид, извели су војници чехословачке војске након припреме и обуке од стране британске Управе за специјалне операције и уз одобрење Чехословачке владе у егзилу, коју је предводио Едвард Бенеш. Чехословаци су се одлучили за операцију како би омогућили потврду легитимитета владе у егзилу и како би се осветили Хајдриху за његову бруталну владавину.
Атентат је био успешан и представља једино убиство високог нацистичког вође током Другог светског рата, које је организовала влада. Хајдрихова смрт довела је до таласа одмазди које су спровеле трупе СС-а на простору Чехословачке — читава села су уништавана и долазило је до масовних покоља над локалним становништвом.

## Позадина

### Протекторат Чешке и Моравске
Рајнхард Хајдрих је био шеф Главне безбедносне канцеларије Рајха (РСХА) од септембра 1939. и именован је за вршиоца дужности протектора Чешке и Моравске након што је заменио Константина фон Нојрата у септембру 1941. Хитлер се сложио са Рајхсфирером-СС Хајнрихом Химлером и Хајдрихом да је фон Нојратов релативно попустљив приступ према Чесима промовисао антинемачко расположење и подстицао антинемачки отпор штрајковима и саботажама.  
Хајдрих је дошао у Праг да „појача политику, спроведе контрамере против отпора” и задржи производне квоте чешких мотора и оружја које је било „изузетно важно за немачке ратне напоре”.  Током своје улоге де факто диктатора Бохемије и Моравске, Хајдрих се често возио са својим шофером у аутомобилу са отвореним кровом. Ово је био доказ његовог поверења у окупационе снаге и ефикасност његове владе.  Због своје бруталне ефикасности, Хајдрих је добио надимак Прашки месар, Плава звер и Џелат.

### Стратешки контекст
До краја 1941. Немачка је под Хитлером контролисала скоро целу континенталну Европу, и немачке снаге су се приближавале Москви. Савезници су сматрали да је совјетска капитулација извесна. Влада Чехословачке у егзилу под председником Едвардом Бенешом била је под притиском британске обавештајне службе, пошто је било врло мало видљивог отпора од окупације Судета у земљи 1938. Преузимање ових региона прихватило је Уједињено Краљевство и Француска, Минхенским споразумом. Окупација целе земље је почела 1939. године, а почетна издаја, са каснијим терором Немачког Рајха, изгледа као да је на извесно време сломила вољу Чеха. Немачка инвазија на Совјетски Савез подстакла је акте саботаже од стране чешких комуниста, што је довело до Хајдриховог именовања. Осим што је терорисао опозицију и успоставио гето/концентрациони логор Терезиенштат, Хајдрих је надгледао прогресивну политику добрих плата (еквивалентних онима у Немачкој) за индустријске раднике и пољопривреднике, што је имало умирујући ефекат (чинови саботаже су смањени за три четвртине за шест месеци) и помагао задружну производњу ратног материјала. Сматрало се да би Хајдрих требало да се пребаци у окупирану северну Француску и Белгију, са намером да тамо спроведе сличну политику.
Покрети отпора били су активни од самог почетка окупације у неколико других земаља поражених у отвореном рату (Пољска, Југославија и Грчка), али су потчињене Чешке земље остале релативно мирне и произвеле су значајне количине материјала за нацистичку Немачку. Влада у егзилу је сматрала да мора да уради нешто што ће инспирисати Чехословаке, као и показати свету да су Чеси и Словаци савезници. Бенеш је посебно сматрао да би драматична акција која показује допринос Чешке савезничкој ствари политички отежала Британцима склапање било каквог могућег мировног споразума са Немачком који би поткопао чешке националне интересе. Хајдрих је изабран уместо Карла Хермана Франка као мета атентата због свог статуса вршиоца дужности протектора Чешке и Моравске, као и због репутације да терорише локалне грађане. Операција је такође имала за циљ да покаже нацистима на вишим положајима да нису ван домашаја савезничких снага и група отпора које су они подржавали. 

## Операција

### Планирање
Операцију је покренуо Франтишек Моравец, шеф чехословачке обавештајне службе, уз знање и одобрење Бенеша, скоро чим је Хајдрих постављен за протектора.  Моравец је лично обавестио бригадира Колина Губинса, који је у то време био директор операција у британској Управи за специјалне операције (СОЕ) и који је био одговоран за чешки и пољски „државни“ део организације. Губинс је спремно пристао да помогне у организацији операције, иако је знање о томе било ограничено на неколико чланова штаба и особља за обуку СОЕ. Операција је добила кодно име Антропоид, на грчком за „имати облик човека“, термин који се обично користи у зоологији.
Припреме су почеле 20. октобра 1941. године. Моравец је лично одабрао две десетине најперспективнијих људи међу 2.000 прогнаних чехословачких војника који су били смештени у Британији. Они су послати у један од центара за обуку командоса СОЕ у Арисаигу у Шкотској.  Заставник Јозеф Габчик (Словак) и водник прве класе Карел Свобода (Чех) изабрани су да изведу операцију 28. октобра 1941. (Дан независности Чехословачке),  али након што је Свобода задобио повреду главе током обуке, заменио га је Јан Кубиш (Чех). То је довело до кашњења у мисији јер Кубиш није завршио обуку, нити су за њега припремљена неопходна лажна документа. 
Обуку је надгледао именовани шеф чешке секције, мајор Алфгар Хескет-Причард, који се обратио Сесилу Кларку да развије неопходно оружје, довољно лагано за бацање, али и даље смртоносно за оклопљени мерцедес.  Током опсежне обуке, Хескет-Причард је открио да је ново оружје лако бацити; он је имао јаку крикетску основу, а његов отац је био првокласни куглаш.  

### Убацивање
Габчик и Кубиш, са још седам војника из чехословачке војске у егзилу у Уједињеном Краљевству, у две друге групе под називом Силвер А и Силвер Б (које су имале различите мисије), долетели су из станице РАФ Тангмир Халифаксом 138. ескадриле РАФ-а у 22:00 часа 28. децембра 1941.  Групе су, заједно са неким контејнерима за снабдевање, напустиле авион падобраном, у три одвојена подручја. Габчик и Кубиш слетели су у близини Нехвиздија источно од Прага. Првобитно је било планирано да авион слети у близини Плзења, али је посада имала проблема са навигацијом и свака од група је слетела на различита места од предвиђених.  Габчик и Кубиш су се затим преселили у Плзењ да контактирају своје савезнике, а одатле у Праг, где је био планиран напад.
У Прагу, пар је контактирао неколико породица и чехословачке организације отпора које су им помагале током припрема за атентат.  Након што су сазнали за природу мисије, вође отпора су молиле чехословачку владу у егзилу да обустави напад, рекавши да „покушај напада на Хајдрихов живот… неће бити од користи за Савезнике а његове последице по наш народ биле би немерљиве”.  Бенеш је лично емитовао поруку у којој је инсистирао да се напад настави,  иако је после рата негирао било какву умешаност.  Професор Војтех Мастни тврди да се „држао за шему као последње средство да драматизује чешки отпор“. 
Габчик и Кубиш су првобитно планирали да убију Хајдриха у возу, али након што су испитали практичност, схватили су да то неће бити могуће. Други план је био да га убију на шумском путу који је водио од Хајдрихове куће до Прага. Планирали су да повуку сајлу преко пута који би зауставио Хајдрихов ауто, али после неколико сати чекања, њихов командант, поручник Адолф Опалка (из групе Out Distance), дошао је да их врати у Праг. Трећи план је био да се Хајдрих убије у Прагу.

### Напад у Прагу
У 10:30 27. маја 1942, Хајдрих је започео свакодневну вожњу од своје куће у Паненске Брежани, 14 км северно од центра Прага, до свог штаба у Прашком дворцу. Возио га је СС-обершарфирер Јоханес Клајн. Габчик и Кубиш чекали су на трамвајској станици на раскрсници између пута који је тада био познат као Kirchmayerova třída, и V Holešovičkách, у близини болнице Буловка. Уска кривина овде је приморала Хајдрихов ауто да успори док је скретао на запад у V Holešovičkách. Јосеф Валчик (из групе Силвер А) био је позициониран око 100 м северно од Габчика и Кубиша да пази на аутомобил који се приближава.
Хајдрихов зелени Мерцедес 320 Кабриолет Б са отвореним кровом стигао је до кривине два минута касније. Кад је успорио и заокренуо за угао, Габчик, који је сакрио свој аутомат Стен испод кабанице, испустио је кабаницу и подигао пиштољ, и из непосредне близине покушао да пуца у Хајдриха, али се пиштољ заглавио. Како је аутомобил прошао, Хајдрих је направио фаталну грешку; уместо да нареди свом возачу да убрза, он је устао и извукао свој Лугер пиштољ, вичући возачу да стане.
Док је мерцедес кочио испред њега, Кубиш, кога нису приметили ни Хајдрих ни Клајн, бацио је модификовану противтенковску гранату  (сакривену у актовки) на аутомобил; али погрешно је проценио бацање. Уместо да слети у Мерцедес, она је слетела на задњи точак. Без обзира на то, бомба је тешко ранила Хајдриха када је детонирала, њени фрагменти су пробили задњи десни блатобран и убацили фрагменте и влакна са пресвлаке аутомобила у Хајдриха, узрокујући озбиљне повреде његове леве стране, са великим оштећењем дијафрагме, слезине, и плућа, као и сломљено ребро.
Кубиш је од гелера задобио лакшу рану у лице.   Експлозија је разбила стакла на трамвају, који се зауставио на супротној страни пута, а гелери су погодили престрављене путнике. Две СС јакне које су биле пресавијене на задњем седишту аутомобила одлетеле су увис и преврнуле се преко трамвајских жица. 
Хајдрих и Клајн су искочили из разбијеног мерцедеса са извученим пиштољима; Клајн је потрчао ка Кубишу, који се наслонио на ограду, док је Хајдрих отишао до Габчика, који је био парализован држећи аутомат. Када му је Клајн пришао, Кубиш се прибрао, скочио на бицикл и покренуо га, распршујући путнике који су излазили из трамваја, пуцајући у ваздух из свог пиштоља Колт М1903. Клајн је покушао да пуца у њега, али ошамућен експлозијом, притиснуо је бравицу за отпуштање магацина и пиштољ се заглавио.  
Запрепашћени Хајдрих је пришао Габчику, који је испустио аутомат и покушао да дохвати бицикл, али је био приморан да одустане од овог покушаја и склонио се иза телеграфског стуба, пуцајући на Хајдриха из пиштоља. Хајдрих је узвратио ватру и сагнуо се иза заустављеног трамваја. Одједном, Хајдрих се преврнуо и затетурао на ивицу пута од бола. Затим се срушио на ограду, држећи се једном руком. Пошто је Габчик искористио прилику да побегне, Клајн се вратио из безуспешне потере за Кубишом да помогне свом рањеном надређеном.
Хајдрих, бледог и згрченог лица од бола, показао је према Словаку који је бежао, говорећи: „Ухватите то копиле!“.   Док је Клајн кренуо у потеру, Хајдрих је посрнуо дуж плочника пре него што се срушио на хаубу свог уништеног аутомобила.  Габчик је побегао у месару, где је власник, човек по имену Брауер, који је био симпатизер нациста и имао брата који је радио за Гестапо, игнорисао Габчиков захтев за помоћ. Истрчао је на улицу и привукао Клајнову пажњу вичући и показујући у радњу.
Клајн, чији је пиштољ још увек био заглављен, утрчао је у радњу и сударио се са Габчиком на вратима. У збрци, Габчик га је два пута упуцао, тешко га је ранио у ногу.  Габчик је затим побегао у трамвај, стигавши до локалне сигурне куће.  У овом тренутку, Габчик и Кубиш нису знали да је Хајдрих рањен и мислили су да напад није успео. 

### Лечење и смрт
Једна Чехиња и полицајац који није био на дужности притекли су Хајдриху у помоћ и довезли комби за доставу. Хајдрих је прво смештен у возачеву кабину, али се пожалио да му кретање камиона изазива бол. Потом је пребачен у задњи део камиона и одведен у хитну помоћ у болници Буловка.  Др Сланина је превио рану на грудима, док је др Валтер Дик, судетски немачки начелник хирургије у болници, покушао да уклони крхотине гелера.
Професор Холбаум (Шлески Немац који је био шеф хирургије на Карловом универзитету у Прагу) оперисао је Хајдриха уз Дикову и Сланинину помоћ.  Хирурзи су поново надували колабирано лево плућно крило, уклонили врх сломљеног 11. ребра, зашили поцепану дијафрагму, убацили неколико катетера и уклонили слезину, која је садржала фрагмент гранате и пресвлаке. Хајдрихов надређени, Хајнрих Химлер, послао је свог личног лекара Карла Гебхарта, који је долетео у Праг и стигао те вечери. После 29. маја, Хајдрих је у потпуности био под бригом СС лекара. Постоперативна нега је укључивала и давање великих количина морфијума.
Постоје контрадикторни извештаји о томе да ли је дат сулфонамид, нови антибактеријски лек; Гебхарт је сведочио на свом суђењу за ратне злочине 1947. да није. Теодор Морел, Хитлеров доктор, предложио је његову употребу, али је Гебхарт, мислећи да се Хајдрих опоравља, одбио.  Хајдрих је добио грозницу са 38–39 °C и дренажу ране, а осећао је велике болове.  Упркос грозници, његов опоравак је изгледа добро напредовао. 2. јуна, током посете Химлера, Хајдрих се помирио са својом судбином рецитујући део једне из опера свог оца.
Чинило се да се Хајдрихово стање поправљало, када је 3. јуна, док је седео и јео подневни оброк, изненада колабирао и пао у шок. Убрзо је пао у дубоку кому и није дошао свести, умро је 4. јуна око 04:30.  Обдукцијом је закључено да је умро од сепсе. Хајдрихов израз лица док је умро одавао је „необичну духовност и потпуно изопачену лепоту, попут ренесансног кардинала“, каже Бернхард Вехнер, полицијски званичник Криминалполицаја који је истраживао атентат. 
Једна од теорија је била да је део коњске длаке у пресвлакама Хајдриховог аутомобила био убачен у његово тело експлозијом гранате, што је изазвало системску инфекцију.  Друга претпоставка је била да је Хајдрих умро од плућне емболије (вероватно масне емболије). У прилог потоњој могућности, на обдукцији су нађене честице масти и крвних угрушака у десној комори и плућној артерији и изражен едем у горњим режњевима плућа, док су доњи режњеви били колабирани.

### Теорија тровања ботулином
Аутори Вишег облика убијања тврде да је Хајдрих умро од ботулизма (тровања токсином Clostridium botulinum-а).  Према овој теорији, заснованој на изјавама Пола Филдса, истраживача ботулизма у Портон Дауну, противтенковска граната бр. 73 коришћена у нападу је модификована да садржи овај токсин. Аутори кажу да само посредни докази подржавају ову тврдњу; евиденција СОЕ за тај период остала је запечаћена и сачувано је неколико медицинских записа о Хајдриховом стању и лечењу.
Докази који се наводе у прилог теорији укључују модификације направљене на гранати бр. 73; доње две трећине овог оружја су биле уклоњене, а отворени крај и стране су замотане лепљивом траком. Модификација оружја може указивати на придружени токсични или биолошки агенс. Хајдрих је добио одличну медицинску негу по стандардима тог времена. Његов обдукцијски преглед није показао ниједан од уобичајених знакова сепсе, иако је пријављена инфекција ране и подручја око плућа и срца. У немачком ратном извештају о инциденту се наводи да је „смрт наступила као последица лезија виталних паренхиматозних органа изазваних бактеријама и вероватно отровима који су у њих унели комадићи бомбе“. 
Хајдрихово стање док је био у болници није детаљно документовано, али није примећено да је развио било који од карактеристичних симптома повезаних са ботулизмом, који имају постепени почетак, увек укључујући парализу, са смрћу која је генерално резултат респираторне инсуфицијенције. Двојица других су такође рањена фрагментима исте гранате – Кубиш, чешки војник који је бацио гранату, и пролазник – али није пријављено да су показивали знаке тровања.
Теорија ботулинум токсина није наишла на широко прихватање међу научницима. Филдс је имао репутацију "екстравагантног хвалисања" и модификације граната су могле бити усмерене на стварање упаљача за оружје од 2 kg. Две од шест оригиналних модификованих граната чувају се у Војноисторијском институту у Прагу.

## Последице

### Одмазде
Хитлер је наредио истрагу и репресалије на дан покушаја атентата, сугеришући да Химлер пошаље СС генерала Ериха фон дем Бах-Зелевског у Праг. Према послератном сведочењу Карла Хермана Франка, Хитлер је знао да је Зелевски још оштрији од Хајдриха.  Хитлер је фаворизовао убиство 10.000 политички непоузданих Чеха, али након што је консултовао Химлера, идеја је одбачена јер је чешка територија била важна индустријска зона за немачку војску, а неселективно убијање би могло да смањи продуктивност региона. 
Ухапшено је више од 13.000 људи, укључујући девојку Јана Кубиша, Ану Малинову, која је умрла у концентрационом логору Маутхаузен-Гусен. Тетка Адолфа Опалке, Мари Опалкова, погубљена је у логору Маутхаузен 24. октобра 1942; убијен је и његов отац Виктор Јаролим. Према једној процени, у одмазди је убијено 5.000 људи.
Нацистички обавештајци су погрешно повезали Хајдрихове убице са селом Лидице. Извештај Гестапоа сугерисао је да је Лидице било скровиште атентатора, пошто се знало да је одатле дошло неколико официра чешке војске прогнаних у Енглеску.  9. јуна 1942. Немци су извршили масакр у Лидицама; Убијено је 199 мушкараца, 195 жена је депортовано у концентрациони логор Равензбрик, а 95 деце заробљено. Од деце, 81 је касније убијено у гасним коморама у логору за истребљење Хелмно, док су осморо усвојиле немачке породице. Уништено је и чешко село Лежаки јер је тамо пронађен радио-предајник који је припадао Сребрном А тиму. Мушкарци и жене из Лежака су убијени, оба села су спаљена, а рушевине Лидица сравњене са земљом.  

### Истрага и потрага
У данима након масакра у Лидицама, нису пронађени трагови одговорних за Хајдрихову смрт. Војсци и народу Чехословачке дат је рок да атентатори буду ухапшени до 18. јуна 1942. године. Ако до тада не буду ухваћени, Немци су претили да ће пролити далеко више крви, верујући да ће та претња бити довољна да натера потенцијалног обавештајца да прода кривце. Многи цивили су заиста били опрезни и плашили се даљих репресалија, због чега је скривање информација постајало све теже. Нападачи су се у почетку крили код две прашке породице, а касније су се склонили у цркву Св. Ћирила и Методија, православну цркву у Прагу. Немци нису могли да лоцирају нападаче све док се Карел Чурда из диверзантске групе Out Distance није предао Гестапоу и одао имена локалних контаката тима за награду од милион рајхсмарака.
Чурда је издао неколико сигурних кућа које је обезбедила група Јиндра, укључујући и ону породице Моравец у Жижкову У 05:00 часова 17. јуна извршена је рација у стану Моравеца. Породицу су натерали да стоји у ходнику док им је Гестапо претресао стан. Мари Моравец је дозвољено да оде у тоалет, где је загризла капсулу цијанида и убила се. Алојз Моравец није знао за умешаност његове породице у отпор; одведен је у палату Петшек заједно са својим 17-годишњим сином Властимилом, или „Атом“, који је мучен цео дан, али је одбио да разговара. Младић је био ошамућен ракијом, показали су му одсечену главу мајке у акваријуму и упозорили га да ће, ако не проговори, његов отац бити следећи; Ата је попустио.  Ату су погубили нацисти у Маутхаузену 24. октобра 1942, истог дана када и његовог оца, његову вереницу, њену мајку и њеног брата.
Вафен-СС трупе су извршиле опсаду цркве следећег дана, али нису успеле да преузму нападаче живе, упркос најбољим напорима 750 СС војника под командом СС-групенфирера Карла Фишера фон Тројенфелда. Са собом су довели и Чурду, који је покушао да их натера да се предају вичући: „Kamarádi, vzdejte se! Nic se vám nestane! Mně se také nic nestalo“. („Пријатељи, предајте се! Ништа вам се неће догодити! Ни мени се ништа није десило.“) на шта су падобранци узвратили и викнули: „Jsme Češi! Nikdy se nevzdáme, slyšíte? Nikdy!" („Ми смо Чеси! Никад се нећемо предати, чујете? Никад!" )  Адолф Опалка и Јосеф Бублик убијени су у молитвеном простору након двочасовне борбе, а Кубиш је наводно пронађен без свести након битке и убрзо је преминуо од задобијених повреда.  Габчик, Јосеф Валчик, Јарослав Сварц и Јан Хруби убили су се у крипти након поновљених СС напада, покушаја да их истерају сузавцем, а ватрогасна возила доведена да покушају да поплаве крипту. Извештај СС-а о борби помиње пет рањених СС војника. Мушкарци у цркви имали су само пиштоље, док су нападачи имали митраљезе и ручне бомбе. Након битке, Чурда је потврдио идентитет погинулих чешких бораца отпора, укључујући Кубиша и Габчика.
Владика Горазд је преузео кривицу за радње у цркви како би се умањиле одмазде међу својом паством, па је чак писао писма нацистичким властима које су га 27. јуна 1942. ухапсиле и мучиле. 4. септембра 1942. епископ и црквени свештеници одведени су настрелиште Кобилиси у северном предграђу Прага и стрељани. Због својих поступака, епископ Горазд је касније прослављен као мученик од стране Источне православне цркве.

### Последице
Одржане су две велике погребне церемоније за Хајдриха као једног од најважнијих нацистичких вођа, прво у Прагу, где је на путу до Прашког замка било поређано хиљаде есесоваца са бакљама, а затим у Берлину којима су присуствовале све високе нацистичке личности. Хитлер је присуствовао церемонији у Берлину и ставио немачки орден и орден крви на Хајдрихов погребни јастук. 
Убиство Хајдриха био је један од најзначајнијих момената отпора у Чехословачкој. Тај акт је довео до моменталног раскида Минхенског споразума (који су Чеси назвали „Минхенски диктат“ или „Минхенска издаја“) који су потписале Уједињено Краљевство, Француска и Италија. Велика Британија и Француска су се сложиле да ће након пораза нациста анектирана територија Судета бити враћена Чехословачкој. Издајник Карел Чурда обешен је због велеиздаје 1947. након покушаја самоубиства.
Ни чешка влада у егзилу ни британска СОЕ вероватно нису предвидели могућност да Немци примене принцип колективне одговорности у обиму који су учинили осветом за Хајдрихово убиство. Британски премијер Винстон Черчил био је довољно разјарен обимом одмазде да предложи сравњивање три немачка села за свако чешко село које су нацисти уништили. Две године након Хајдрихове смрти, Операција Фоксли, сличан план убиства, направљена је против Хитлера, али није спроведена.
Операција Антропоид била је једино успешно убиство високог нацистичког званичника које је организовала влада. Пољско подземље је убило два виша СС официра у Генералној влади у Операцији Кучера и Операцији Биркл; Вилхелма Кубеа, генералног комесара Белорусије, у операцији Бловап убила је совјетска партизанка Јелена Мазаник, Белорускиња која је успела да нађе посао у његовом домаћинству.

## Споменици
Војници операције Антропоид, њихови помагачи и сама операција обележени су у Чешкој и иностранству. Најстарије спомен-обележје је плоча на православној Саборној цркви Светих Ћирила и Методија у улици Реслова у Прагу. Направио је 1947. године бивши војник чехословачке војске у егзилу Франтишек Белски и посвећена је падобранцима, свештенству и другим чешким патриотама који су изгубили животе ради операције.
Национално спомен-обележје херојима Хајдриховог терора подигнуто је испод Саборног храма Светих Ћирила и Методија 1995. године. Касније је доживело значајну реконструкцију и проширена експозиција је поново отворена 2010. године .
Још један значајан споменик је у облику фонтане и симболично обележава седморицу падобранаца. Постављен је 1968. у Џефсон Гарденс, Лемингтон Спа (УК). Седиште чехословачког војног кампа за обуку током Другог светског рата било је у Лимингтону.
Словачки национални музеј отворио је изложбу у мају 2007. у знак сећања на хероје чешког и словачког отпора, једне од најважнијих акција отпора у читавој Европи под немачком окупацијом.
Меморијал операције Антропоид, 2009, Праг, аутори: вајар Давид Мојесцик и вајар Михал Смерал; архитекте: М. Тумова и Ј. Гулбис.
Такође, у Арисаигу, у Шкотској, постављено је спомен обележје чехословачким припадницима СОЕ који су се обучавали у тој области, са списком погинулих и мисијама у којима су учествовали.
Октобра 2011. откривена је спомен-плоча на стамбеном блоку Порчестер Гејт (Лондон), где је била смештена чехословачка војна обавештајна служба и где је планирана операција Антропоид у октобру 1941.

## У књижевности и популарној култури

### Књижевност
Књига Јиржија Вајла из 1959. Менделсон је на крову приказује убиство Рајнхарда Хајдриха као подзаплет.
Прича о операцији Антропоид је испричана у кратком чешком стрипу под називом Атентат, који су 1976. године креирала браћа Јан и Каја Саудек. Објављен је 1976. у пољском стрип магазину Релакс, као Zamach (Атентат).
Алтернативни историјски роман „Човек са гвозденим срцем“ Харија Туртледова заснован је на премиси да је Хајдрих преживео покушај атентата 1942. и да је водио послератну побуњеничку кампању, користећи Верволф.

### Филмови
Следи списак филмова који се баве операцијом Антропоид или приказују атентат као кључни моменат заплета филма:
- Hangmen Also Die! (1943)
- Hitler's Madman (1943)
- Muži bez křídel (1946)
- Atentát (1964)
- Sokolovo (1975)
- Operation Daybreak (1975)
- Lidice (2011)
- Bullet for Heydrich (ТВ филм из 2013.) [77]
- Anthropoid (2016)
- The Man with the Iron Heart (2017)

## Галерија
Црква Св. Ћирила и Св. Методија је место где су чехословачки падобранци погинули након што су сатерани у ћошак, а тамо је и спомен-обележје за оне који су убили СС-овци у знак одмазде за операцију Антропоид.
- Православна црква Светих Кирила и Методија
- Фотографија спомен-обележја пред вратима цркве
- Постер за пријављивање Јосефа Валчика, једног од Хајдрихових убица
- Јан Хруби погинуо у борби са немачким трупама у крипти цркве Светог Ћирила и Методија
- Спомен-обележје у крипти цркве Светог Ћирила и Методија